# 鋸角毛竊蠹

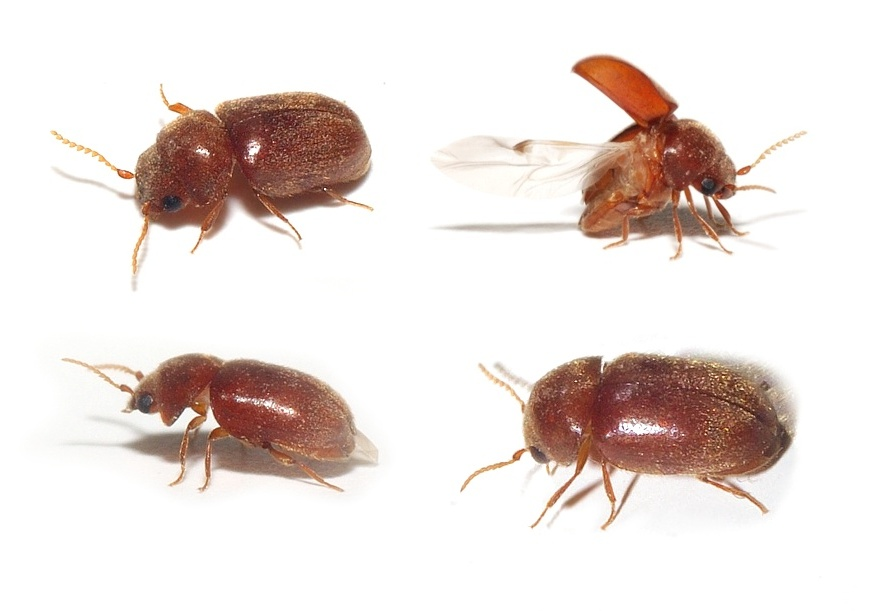
本物種的四態

鋸角毛竊蠹（學名：Lasioderma serricorne），又稱菸甲蟲、烟草甲，为毛竊蠹屬下的一个物种。毛竊蠹屬原為標本甲科（Anobiidae）的成員，今改屬蛛甲科。鋸角毛竊蠹是貯藏食品中常見的有害生物。在全世界有着廣泛的分佈，常見於菸草製品、乾貨中，以乾燥後的動植物質（例如：毛皮、煙草、穀物、香料、藥材等）為食。

## 形態描述
本物種體長只有2–3 mm，棕色。能飛行，壽命短暫，通常存活2~6週，成蟲後不進食，主要以繁殖為主。
儘管本物種俗稱為「菸甲蟲」，但本物種不只出現於烟草類產品及其半製成品內，也見於植物油的油籽、穀物、乾果、藥用鼠尾草、麵粉及部分動物製品之內。雌蟲每次產卵數量約100顆。蟲卵孵化後就以產卵處所在的物質為食。整個生命週期在37攝氏度的環境只需26天完成；而在20攝氏度的環境就要120天。本物種不耐冷，在4攝氏度的環境，成蟲會在6天內死亡；而蟲卵在0–5 °C的環境會於5天後死亡。
鋸角毛竊蠹體內帶有共生酵母Symbiotaphrina kochii，而這種共生酵母會在雌蟲產卵時附在卵的表面，當蟲卵孵化後共生酵母會被幼蟲帶進體內，然後到成蟲後貯存於體內一個連接至其腸臟的特別器官mycetome之內。

## 外部連結
- Cornell Cooperative Extension Fact Sheet （页面存档备份，存于）
- cigarette beetle （页面存档备份，存于） on the 佛罗里达大学 / IFAS（英语：Institute of Food and Agricultural Sciences） Featured Creatures Web site